# Kramlor
Murkramlor används för att förankra skalmurar av mursten till bakomvarande stomme. Murkramlor består i allmänhet av inmurningsdon och väggfäste samt bricka för fixering av isolering.
Fasadtegel i form av tunn skalmur muras inte direkt mot betongen, tegelmuren står en dryg decimeter utanför betongstommen. I mellanrummet finns isoleringsmaterial närmast huset, och därefter en luftspalt på ett par centimeter. Tegelväggen hålls fast mot huset av kramlor, tunna förankringar av järn, vars ena ände fästes med expander i betongväggen medan den andra muras in i tegelmuren. För att undvika ras vid exempelvis en påkörning måste skalmuren avväxlas efter andra våningen. Det är viktigt att kramlorna är korrosionsbeständiga för att inte rosta bort.
Äldre murverk av natursten hålls samman med hjälp av hakkramlor av plattjärn som huggits in i stenarna och gjutits fast. Förr rostskyddades dessa kramlor genom tjärbränning eller utfördes av galvaniserat järn eller av koppar.
Murverk av beklädnadssten som är högre än 1,5 gånger stenens bredd (djup) är oftast utförda med kramlor.